# 在東ティモール外国公館の一覧

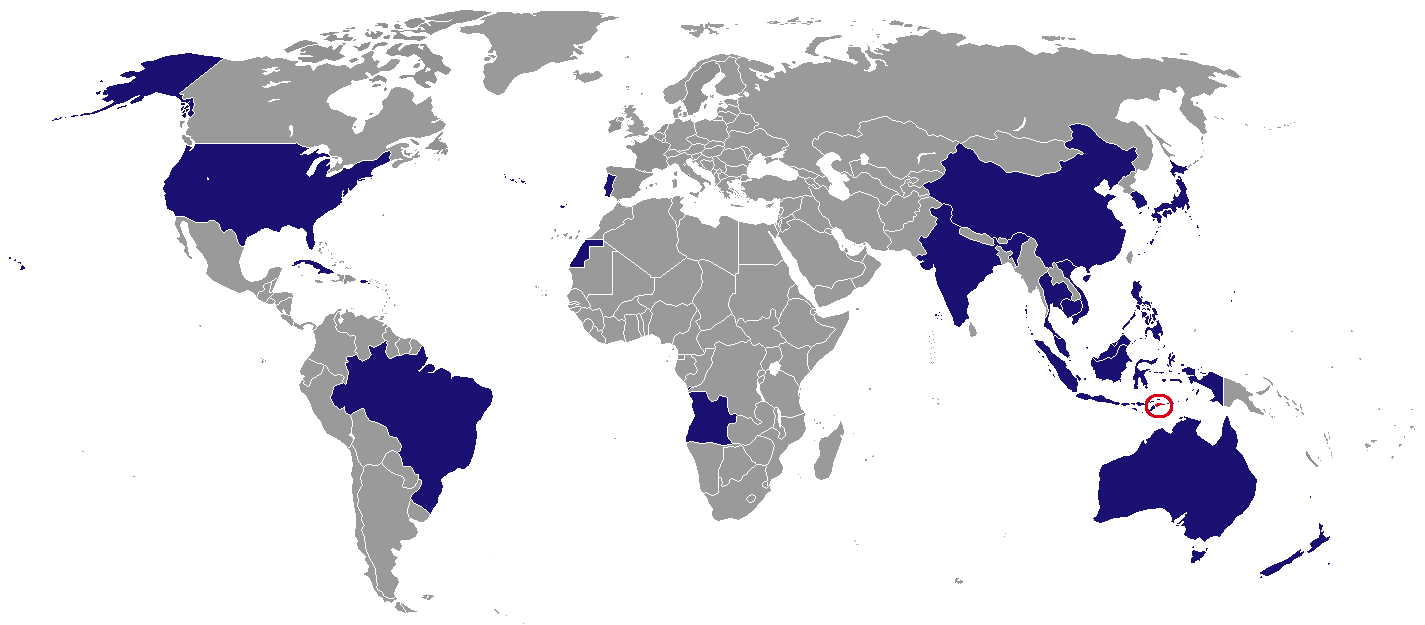
東ティモールに大使館がある国

下記は、在東ティモール民主共和国外国公館の一覧である。首都ディリには現在17ヶ国の大使館に加え、欧州連合の代表事務所がある。同国と外交関係はあるが大使館のない国は、半数以上がジャカルタにある在インドネシア大使館に兼轄させている。

## 大使館

### ディリ
- アンゴラ[1]
- オーストラリア
- ブラジル
- ブルネイ
- 中華人民共和国
- キューバ
- 西サハラ
- バチカン
- インドネシア
- 日本（大使館）
- 大韓民国
- マレーシア
- ニュージーランド
- フィリピン
- ポルトガル
- タイ
- アメリカ合衆国

## 在東ティモール大使館がない国

### 大使が本国に常駐している国
- シンガポール

### 大使が本国以外に常駐している国
在中華人民共和国大使館が管轄
- バハマ
- ボリビア
- コモロ
- ドミニカ共和国
- ドミニカ国
- ギニアビサウ
- サントメ・プリンシペ
- トーゴ
- ウガンダ

在オーストラリア大使館・高等弁務官事務所が管轄
- クロアチア
- キプロス
- パレスチナ
- ウルグアイ
- ベネズエラ

在インドネシア大使館が管轄
- アルゼンチン
- オーストリア
- アルジェリア
- バングラデシュ
- カナダ
- カンボジア
- コロンビア
- チェコ
- コスタリカ
- デンマーク
- エジプト
- フィジー
- フィンランド
- フランス
- ジョージア
- ドイツ
- ハンガリー
- インド
- イラン
- イタリア
- 朝鮮民主主義人民共和国
- カザフスタン
- ラオス
- レバノン
- リビア
- メキシコ
- モザンビーク
- ミャンマー
- オランダ
- ノルウェー
- パキスタン
- パプアニューギニア
- ペルー
- ポーランド
- ロシア
- サンマリノ
- セルビア
- スロバキア
- サウジアラビア
- 南アフリカ共和国
- スペイン
- スウェーデン
- スイス
- スリナム
- シリア
- 台湾
- トルコ
- イギリス
- アラブ首長国連邦
- ウズベキスタン
- ベトナム
- イエメン
- ジンバブエ

在マレーシア大使館・高等弁務官事務所が管轄
- ガーナ
- ケニア
- ナミビア
- トルクメニスタン
- タンザニア
- ウクライナ

駐日大使館が管轄
- コートジボワール
- ギニア（大使館）
- ザンビア（大使館）
- アイスランド（大使館）
- キルギス
- ニカラグア（大使館）
- タジキスタン
- セネガル（大使館）
- ホンジュラス（大使館）
- ジブチ（大使館）

在インド大使館・高等弁務官事務所が管轄
- コンゴ共和国
- エリトリア
- エストニア
- ガイアナ
- トリニダード・トバゴ

在シンガポール大使館が管轄
- アイルランド
- イスラエル

## 代表部
- 欧州連合（代表部）

## 領事館

### パンテ・マカッサル
- インドネシア